# Іоан (Яременко)
Іоа́н (в миру Яре́менко Оле́г Васи́льович; нар. 12 вересня 1967, Житомир) — архієрей Православної церкви України (до 15 грудня 2018 року — Української православної церкви Київського патріархату), митрополит Черкаський і Чигиринський. Голова Синодального управління військового духовенства.

## Біографія
Народився 12 вересня 1967 року, після закінчення школи вступив до Київського політехнічного інституту на факультет електронної техніки. Служив у армії, продовжував навчання в інституті.
1994 вступив до Київської духовної семінарії, по закінченні якої продовжив навчання в Київській духовній академії (нині Київська православна богословська академія). Захистив дисертацію на тему «Досвід православної екзеґези Священного Писання в контексті неперервності святоотецької традиції» і здобув ступінь кандидата богословських наук.
10 квітня 1997 року пострижений у чернецтво в Михайлівському Золотоверхому монастирі єпископом Вишгородським Даниїлом (Чокалюком). 13 квітня того ж року ним же рукоположений у сан ієродиякона. 3 травня 1998 рукоположений на ієромонаха Патріархом Київським і всієї Руси-України Філаретом (Денисенком).
2001 року призначений викладачем Київської духовної семінарії.

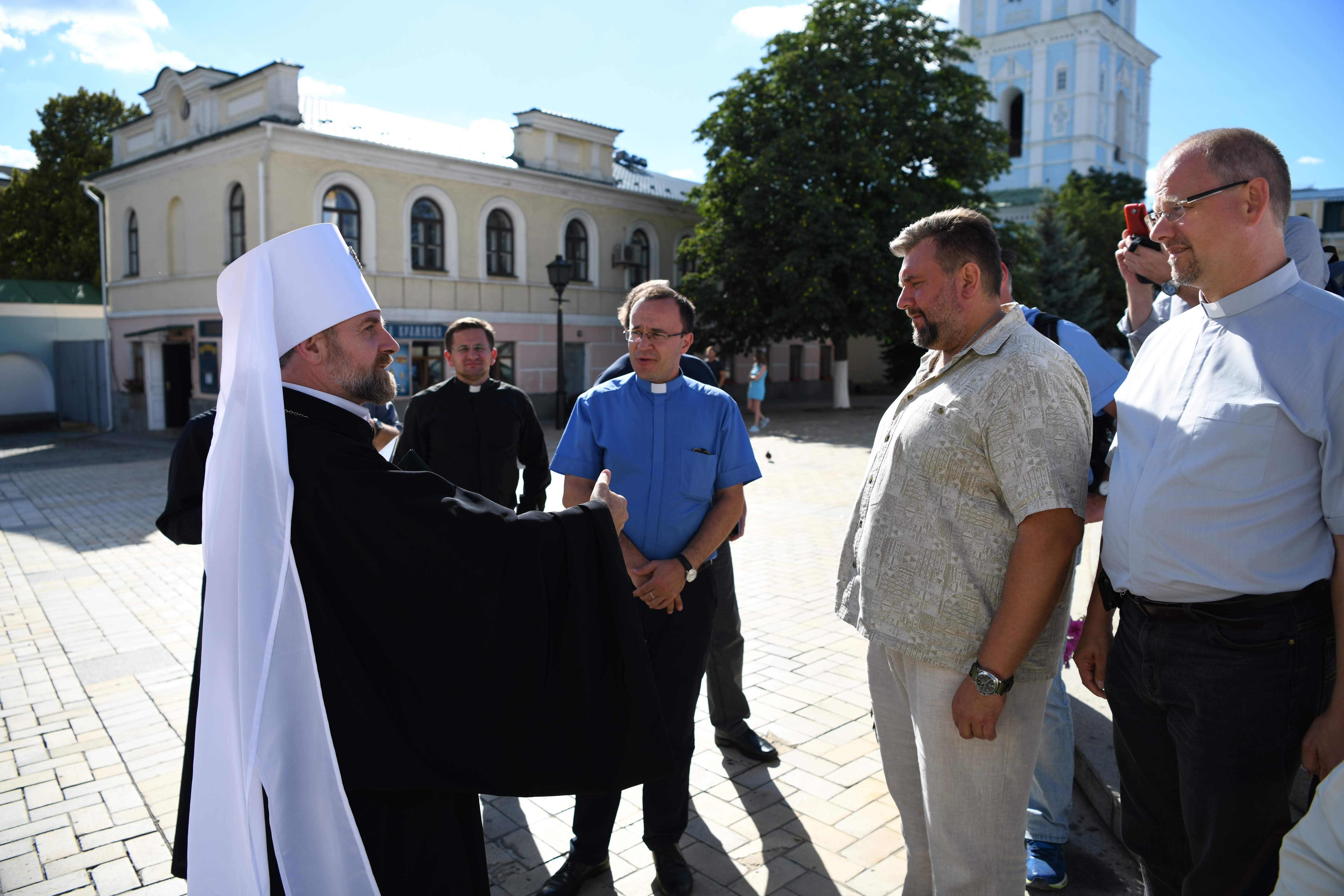
Зустріч німецьких капеланів УГКЦ з митрополитом Іоаном

26 червня 2002 року призначений економом Михайлівського Золотоверхого монастиря.
2 травня 2002 року Патріархом Філаретом був возведений в сан ігумена.

## Єпископське служіння
28 березня 2003 року Священний синод Української православної церкви Київського патріархату обрав насельника Свято-Михайлівського Золотоверхого монастиря викладача КДС ігумена Іоана (Яременка) єпископом Черкаським і Чигиринським.
29 березня 2003 року у Володимирському патріаршому кафедральному соборі м. Києва Святійший Патріарх Київський і всієї Руси-України Філарет, архієпископ Білгородський і Обоянський Іоасаф (Шибаєв) та єпископ Переяслав-Хмельницький Димитрій (Рудюк) взяли участь у чині його наречення.
30 березня 2003 року в Володимирському соборі за Божественною літургією архієреї, які брали участь у нареченні, звершили хіротонію ігумена Іоана (Яременка) на єпископа Черкаського і Чигиринського.
З 23 січня 2012 року зведений у сан митрополита.
28 червня 2013 року Архієрейським собором обраний постійним членом Священного синоду.
У період з 15 по 19 вересня 2015 року здійснив поїздку в зону проведення АТО. За п'ять днів відвідав більш ніж десять військових підрозділів, окремі з яких знаходяться на передових рубежах оборони та зустрівся з військовими священиками УПЦ Київського патріархату, що знаходяться у відповідних підрозділах.
28-29 жовтня 2015 р. взяв участь у міжнародній і міжконфесійній конференції «Організація духовної опіки, служба військового священика (капелана) в умовах збройного конфлікту (бойових дій)».
24 лютого 2016 р. взяв участь у конференції «Міжсекторальна взаємодія в процесі  соціально-психологічної реабілітації учасників бойових дій та населення території АТО».
9 травня 2016 у Києві на Володимирській гірці, взяв участь у міжконфесійній молитві за мир та перемогу.

### 2017 рік
5 вересня 2017 року взяв участь у відкритті реабілітаційного центру для воїнів АТО.

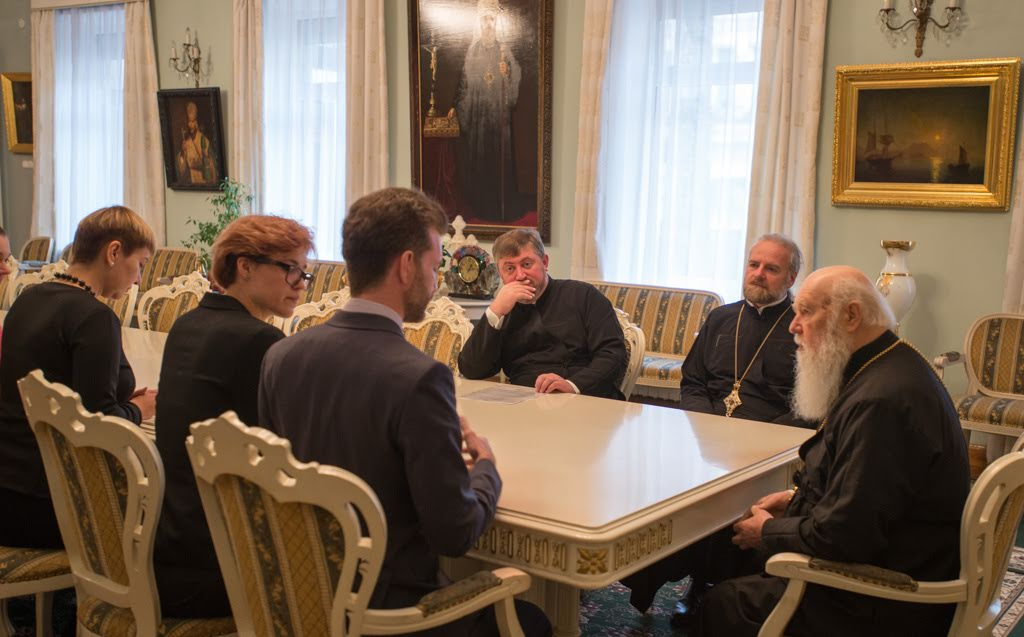
На фото Патріарх Філарет, Голова СУВД митрополит Іоан (Яременко) і його перший заступник Тарас Мельник.

11 листопада 2017 року в Києві, біля Могили Невідомого солдата, за традицією започаткованою країнами Британської співдружності ще після закінчення Першої світової війни, відбулась урочиста церемонія вшанування загиблих — у День пам'яті про тих, хто загину у військових конфліктах. Цього дня митрополит разом з капеланами та духовенством інших конфесій помолився за полеглих у військових конфліктах.
19 листопада, у 24-ту неділю після П´ятидестниці, Переяслав-Хмельницький і Білоцерківський Епіфаній та Голова СУВД митрополит Іоан (Яременко) з архіпастирським візитом відвідали 43 ОАБр у селищі Дівички на Київщині.
20 листопада 2017 року Голова СУВД митрополит Іоан (Яременко) та Перший заступник голови СУВД прот. Тарас Мельник відвідали 184-й Навчальний центр Національної академії сухопутних військ імені Петра Сагайдачного, а також Міжнародний центр миротворчості та безпеки.
5 грудня у Міністерстві оборони України відбулися митрополит Іоан привітав військових України з професійним святом.

### 2018 рік
5 січня поспілкувався зі звільненими з полону захисниками Батьківщини. 26 січня Голова СУВД митрополит Іоан (Яременко) зустрівся з Начальником Управління державної охорони України Валерієм Гелетеєм. Від імені усіх військових священників України митрополит Іоан привітав Валерія Гелетея та працівників УДО з професійним святом. За вагомий особистий внесок у забезпечення державної охорони України та з нагоди 26-ї річниці утворення Управління державної охорони України Начальник УДО Валерій Гелетей нагородив Голову СУВД митрополита Іоана (Яременка) та Першого заступника Голови СУВД прот. Тараса Мельника пам'ятним знаком «За честь і славу» ІІІ ступеня.

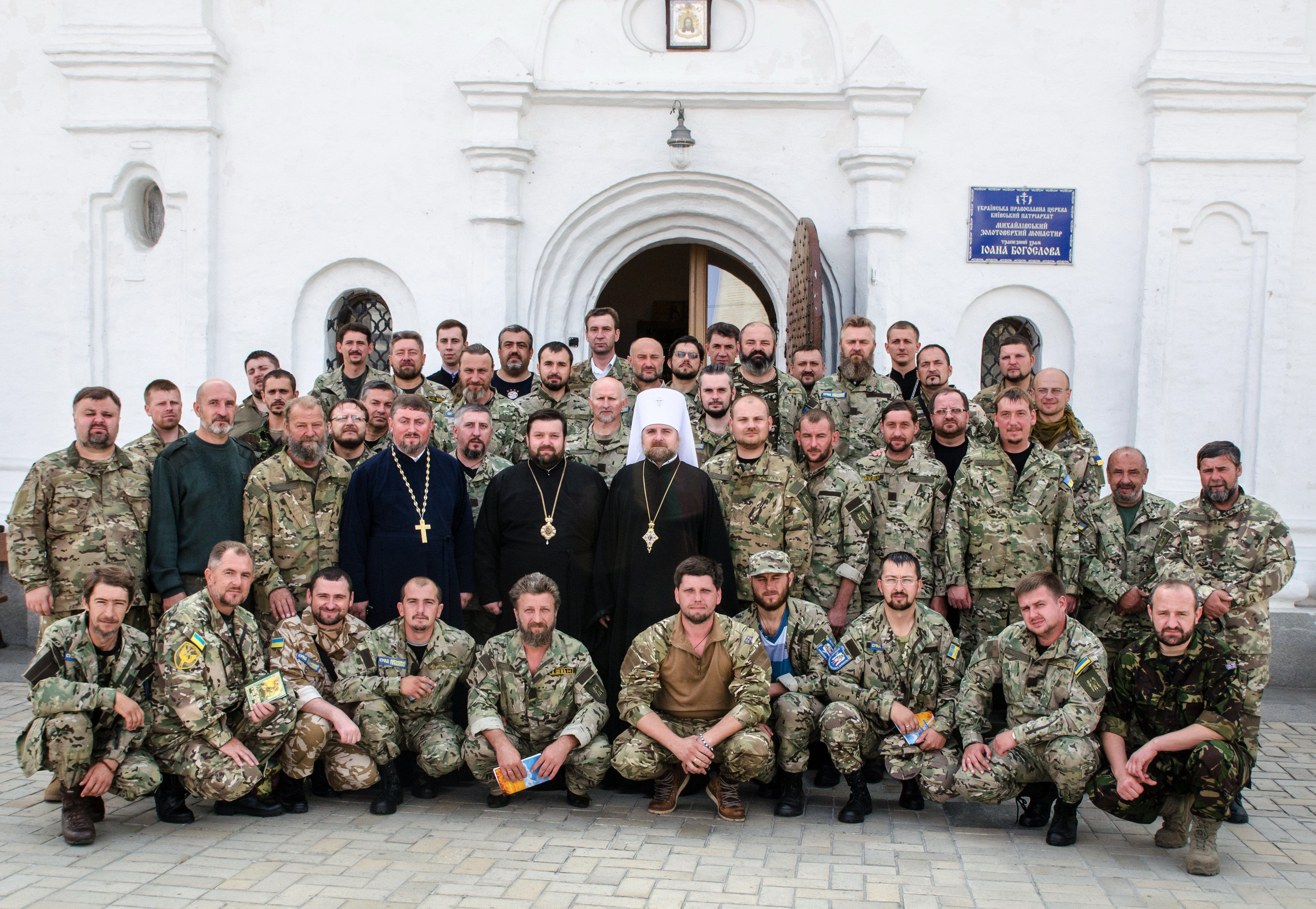
Митрополит Іоан Яременко та капелани СУВД

16 травня митрополит Іоан взяв участь у Міжнародній конференції «Штучні голоди в Україні в XX столітті», де сказав «Даючи заповіді до нового життя, Господь сказав: „Блаженні голодні і спраглі до правди, бо вони наситяться“. У цих словах якраз поєднується бажання знати правду, заради якої ми сьогодні зібралися, і одночасно насичення. Звичайно, Господь мав на увазі насичення найперше душі людської. Але й ми шукаємо правди, щоб заспокоїти свою совість, примирити свою совість з історією і відкинути неправду, яка навʾязується нам з півночі від цього московського імперіалізму. Ми згадуємо як піднялася хвиля правди про Голодомор за президентства Віктора Андрійовича Ющенка. Це стало ковтком свіжого повітря для наших душ. Воно відкрило очі багатьом, які сумнівалися і думали, чи дійсно був, чи не був цей Голодомор. Тому сьогодні у пошуках правди ми виконуємо євангельське блаженство: ми наситимося правдою. Якщо ми наситимо правдою свої душі, то закладемо міцний фундамент, щоб такі трагедії більше не повторювалися в нашому народі, щоб інші сила не втручалася в наше життя і не знищила українців. <…> Наша держава міцно вплетена у життя всього світового товариства. Тому нам важливо, щоб інші держави розуміли логіку дій українців, коли ми боремося за свободу у цій гібридній війні, яку веде Росія проти України. У цій правді треба поставити твердий знак оклику і показати, що на північ та на схід від України — не брат словʾянин, як це намагаються в ідеології „русского мира“ навʾязати нам, а там знаходиться підступний сусід, який готовий зробити те, що він зробив у минулому столітті».
19 травня благословив та окропив святою водою військовослужбовців Черкаського окремого батальйону НГУ, що прийняли присягу на вірність народу України. 31 травня відвідав 7-й «Молитовний сніданок».
1 червня митрополит Іоан благословив випускників Української військово-медичної академії. 3 червня освятив накупольний хрест храму, який незабаром постане у Жашкові. 7 серпня зустрівся з капеланами Католицького ординаріату, що прибули з Бундесверу. 25 липня відвідав Штаб Військово-Морських сил Збройних сил України у м. Одеса, де зустрівся з командувачем ВМС України віце-адміралом Ігорем Воронченком. 10 серпня освятив храм для потреб зяв'язківців НГУ.

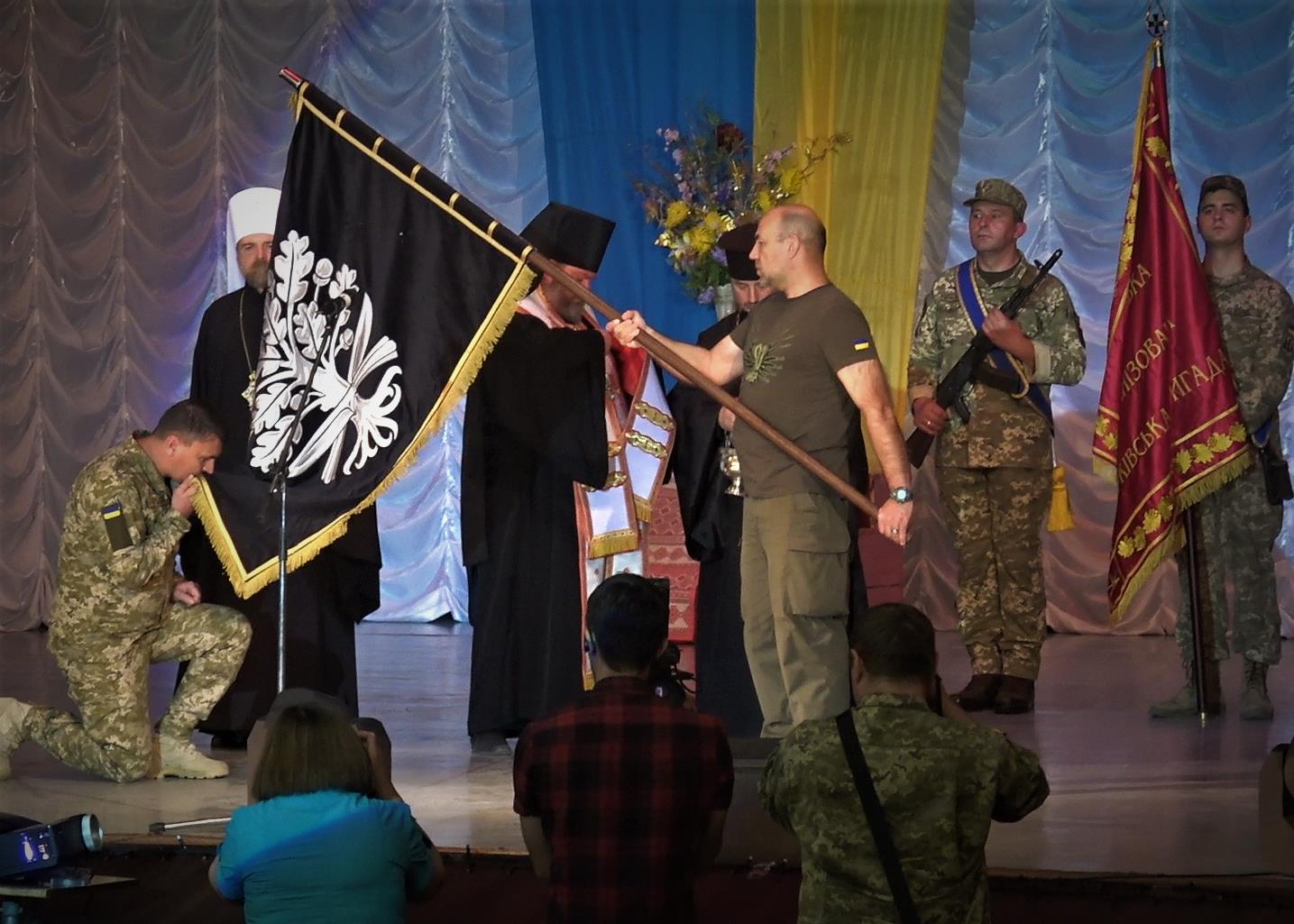
Митрополит Іоан під час вручення мотиваційного прапору «Холодноярівцям»

29 серпня разом з духовенством УПЦ КП освятив додаткові дошки до стіни пам'яті біля Михайлівського монастиря.
31 серпня благословив студентів Української військово-медичної академії.
3 жовтня митрополит Іоан (Яременко) з робочим візитом відвідав Міжнародний центр миротворчості та безпеки Національної академії сухопутних військ імені гетьмана Петра Сагайдачного, де зустрівся із капеланами: підполковником Ерлом Баверсом (Командування підготовки 7-ї армії США) і майором Тері Белом та капітаном Стефаном Вагнером з Канади. Митрополит Іоан розповів капеланам про основні етапи, компоненти та особливості проведення гібридної війни Російської Федерації проти України та проаналізував релігійний досвід, який Кремль використав проти нашої держави. Також митрополит Іоан визначив негативні наслідки інформаційно-психологічного впливу противника на силові структури України та окреслив основні заходи релігійного характеру щодо захисту військ від цього впливу.
17 жовтня відбулася зустріч митрополита Іоана (Яременка) з Послом Латвії Юрісом Пойкансом на якій сторони обговорили питання співпраці у сфері морально-психологічного забезпечення військовослужбовців.
6 листопада у Вашингтоні взяв участь у 93-тій зустрічі членів Асоціації військових капеланів США.
15 грудня разом із усіма іншими архієреями УПЦ КП взяв участь у Об'єднавчому соборі в храмі Святої Софії.

### 2019

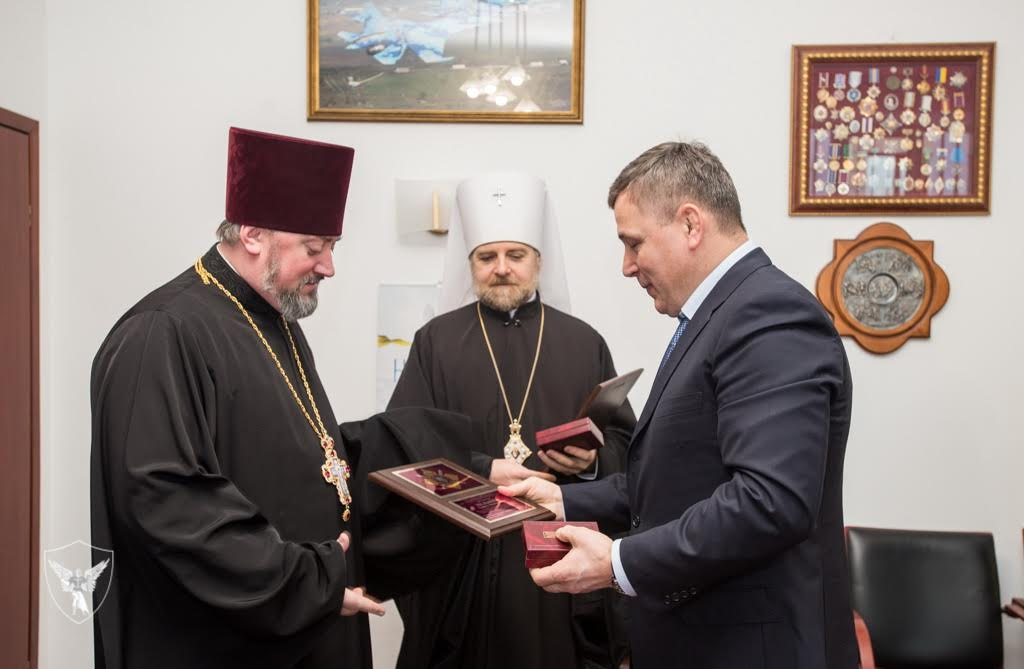
Валерій гелетей нагороджує пам'ятним знаком "За честь і славу " ІІІ ступеня першого заступника голови СУВД капелана Тараса Мельника.

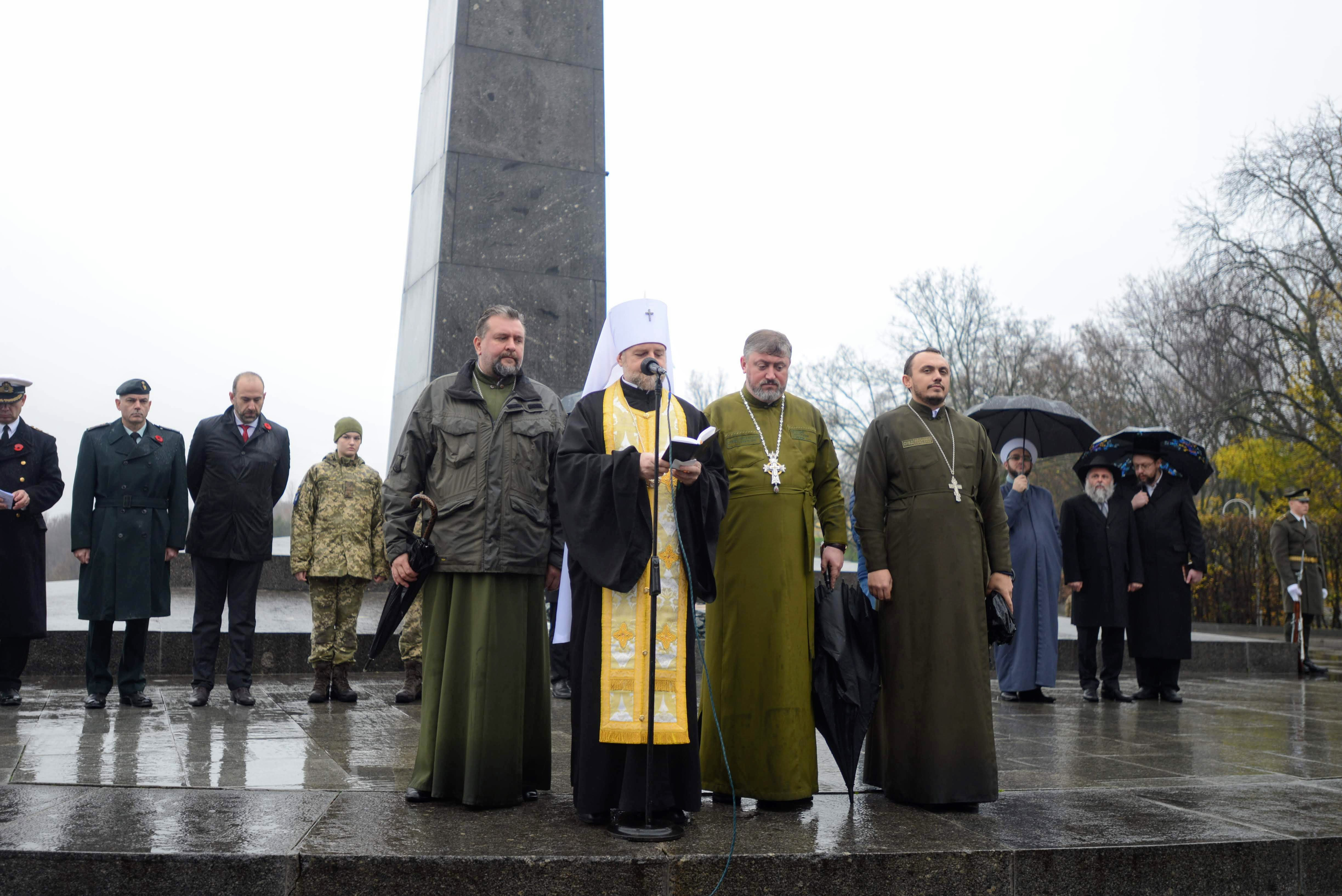
Вшанування пам'яті полеглих у військових конфліктах

3 січня — Голова СУВД Іоан (Яременко) разом з головним капеланом по роботі з Національною гвардією України Іваном Михайлишиним, на запрошення штатного військового священника військової частини Національної Гвардії України № 3066  — Миколая Візера відвідали урочисті заходив, що відбулись в частині № 3066 з нагоди дня її створення. 7 січня — напередодні нового 2019 року та Різдва Христового голова СУВД митрополит Іоан привітав своїх побратимів військових капеланів та усіх військовослужбовців з різдвяними святами. 8 січня — голова СУВД митрополит Іоан разом з капеланами привітав Святійшомго Патріарха Філарета з присвоєнням йому звання Героя України. Почесне звання Героя України та орден Держави Святійшому Патріарху Філарету вручив президент України Петро Порошенко. 18 січня — митрополит Іоан попрощався зі своєю матер'ю, котра померла. 18 січня — митрополит Іоан у Черкасах звершив подячний молебень з нагоди отримання Томосу та освятив пам'ятник митрополиту Василю (Липківському). На заходах також був присутній Блаженнійший Епіфаній та президент України Петро Порошенко та Костянтин Олександрович Липківський, внук митрополита Липківського. 18 січня у КПБА відбулася митрополита Епіфанія з представниками благодійного фонду газети «День». Участь в зустрічі також взяв Голова СУВД митрополит Іоан (Яременко) та капелани. 23 січня — митрополит Іоан з нагоди ювілею Святійшого Патріарха Філарета у Національному палаці мистецтв «Україна» побував на урочистій Академії.
2–3 лютого — митрополит Іоан у Софійському соборі Києва відвідав церемонію інтронізації Блаженнійшого Епіфанія, Митрополита Київського і всієї України на Київський престол.
5 лютого 2019 року митрополит Київський і всієї України Епіфаній призначив владику Іоана до складу першого Священного синоду Православної церкви України.
8 лютого — у Львівському державному університеті внутрішніх справ навчально-тренувального відділу «Верещиця» Голова СУВД митрополит Іоан (Яременко) разом з архієпископом Дрогобицько-Самбірським Яковом звершили чин освячення каплиці на честь Покрови Пресвятої Богородиці. Владикам співслужили настоятель новоосвяченої каплиці Покрови Пресвятої Богородиці капелан Львівського державного університету внутрішніх справ Іван Ревуцький, капелан Назарій Дадак та духовенство єпархії.
13 лютого — у місті Біла Церква Голова СУВД митрополит Іоан (Яременко) нагородив бійців 72-ї окремої механізованої бригади імені Чорних Запорожців медаллю «За жертовність і любов до України». Нагородження відбулося в каплиці святого Юрія на території військової частини. Також відбулась капеланська молитва за полеглих бійців
19 лютого — Голова СУВД митрополит Іоан (Яременко) зустрівся з народним депутатом Сергієм Рудиком. Під час бесіди було обговорено низку питань, пов'язаних з розвитком діяльності військових капеланів у силових структурах України та законодавчими ініціативами, що покликані оптимізувати роботу капеланів у правовому полі держави.
27 лютого зустрівся з Головою Комітету Верховної Ради з питань податкової та митної політики народним депутатом Ніною Южаніною.
21 березня в Міжнародному центрі миротворчості та безпеки у рамках міжнародного капеланського співробітництва відбулася зустріч українських капеланів з колегами зі Сполучених Штатів Америки: Головним капеланом сухопутних війська США в Європі (7 армія) полковником Тімоті Малардом, капеланом підполковником Тімоті Мараклом, капеланом капітаном Адамом Мудою та капеланом майором Террі Беллом. Очолив делегацію Голова Синодального управління військового духовенства митрополит Іоан (Яременко). До участі в обговоренні долучилися представників капеланських служб інших конфесій України.
24 березня очолив Божественну літургію у кафедральному соборі Різдва Христового міста Одеси і помолився за звільнення військовополонених моряків та зустрівся із сім'ями бранців..
3 квітня прибув до військової частини А0501 у супроводі архієпископа Харківського і Ізюмського Афанасія (Шкурупія) та військових капеланів для того започаткувати військову капличку.

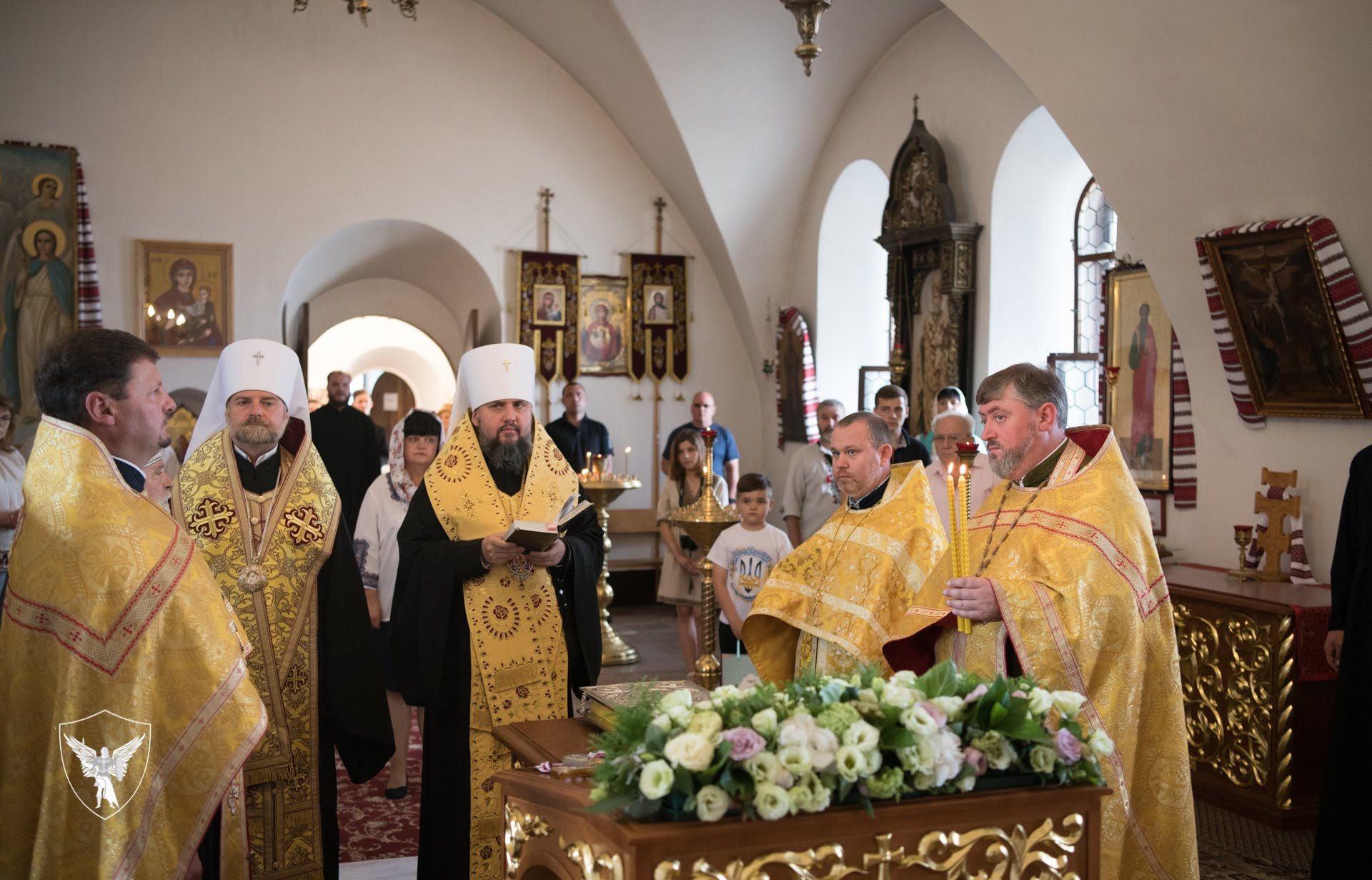
Молитва за капелана і його сім'ю у церкві Івана Богослова (Київ)

18 квітня у в залі засідань Київської православної богословської академії взяв участь у круглому столі на тему «Капеланство в умовах гібридного конфлікту». Також були присутні військовослужбовці і капелани різних конфесій зокрема Заступник керівника Департаменту військового капеланства в Українській Греко-Католицькій Церкві капелан Андрій Зелінський, капелан Всеукраїнського Союзу Церков Євангельських християн-баптистів Олександр Петренко, муфтій Духовного управління мусульман України «Умма» шейх Саїд Ісмагілов, Керівник відділу взаємодії з військовими капеланами Центру морально-психологічного забезпечення ЗС України Олександр Ковтач, Начальник служби військового духовенства Національної Гвардії України Олександр Іздебський, Начальник відділу з питань військового духовенства Державної Прикордонної Служби України Дмитро Тукало, психолог Громадської організації «Жіноча сила України» Ольга Вакулюк-Лукашук, психолог та директор ГО «Жіноча сила України» Наталія Дідик, Головний капеланом армії США в Україні полковник Тімоті Малард, капелан армії США майор Тері Бел, Перший медичний радник США з питань реабілітації військовослужбовців та у справах ветеранів Шеріл Мішель та сержант-майор Девід Кларк.
В кінці квітня на подвір'ї Свято-Троїцького кафедрального собору Черкас митрополит Іоан (Яременко) освятив паски, зібрані для українських захисників.
4 травня привітав прикордонників із професійним святом і у співслужінні капеланів ПЦУ освятив Пам'ятник прикордонникам всіх поколінь, що був відкритий в навчальному закладі та висловив співчуття родинам загиблих.
13 травня 2019 в Суботові на Черкащині в родовому храмі Хмельницьких митрополит Іоан очолив молитву перед початком всякого доброго діла. Після неї археологи, що прибули з Києва, розпочали розкопки крипти, в якій 1657 року був похований гетьман Богдан Хмельницький. На молитві були також капелани, науковці відділу археології і фізики національного університету Тараса Шевченка, а також представників влади.
14 травня 2019 року відвідав 79-ту аеромобільну бригаду, де зустрівся з командуванням та особовим складом підрозділу а також звершив заупокійну літію біля пам'ятника «Воїнам, які віддали життя за Україну» у Маріуполі. Також були присутні Блаженнійший Митрополит Київський і всієї України Епіфаній, архієпископ Памфільський Даниїл, архієпископ Донецький і Маріупольський Сергій, єпископ Луганський і Старобільський Афанасій, ректор КПБА прот. Олександр Трофимлюк та прот. Петро Ландвитович.
16 травня зустрівся з науково-викладацьким складом Інституту підготовки кадрів Державної служби зайнятості України. Сторони обговорили перспективи двосторонньої співпраці у сфері психологічного вишколу військових капеланів задля організації кваліфікованої моральної та психологічної підтримки військовослужбовців, котрі побували в зоні проведення бойових дій та членами їхніх родин.
27 травня зустрівся із представниками волонтерських організацій. Сторони обговорили питання про співпрацю між волонтерськими організаціями та СУВД.
30 травня привітав випускників Київського військового ліцею ім. Івана Богуна із останнім дзвінком.
1 червня у Головному центрі підготовки особового складу Державної прикордонної служби України імені Героя України генерал-майора Ігоря Момота привітав 1000 військовослужбовців строкової служби які присягли на вірність Українському народові.
28 серпня Митрополит Іоан у співслужінні духовенства Черкаського благочиння звершив освячення дзвонів для храму Успіння Пресвятої Богородиці, що споруджується у селі Слобода що на Черкащині.

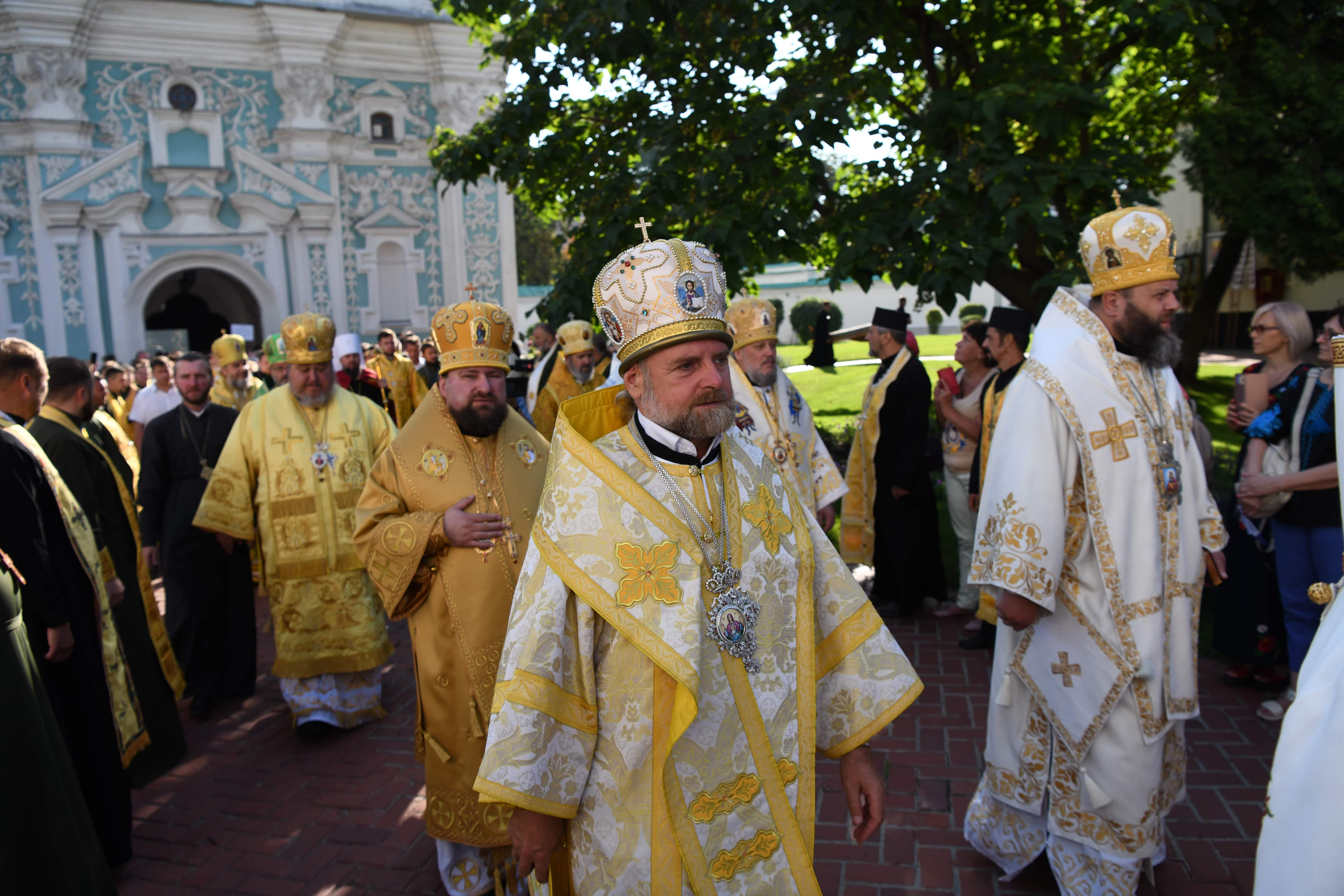
Іоан на хресній ході ПЦУ в 2019 році

29 серпня митрополит Іоан разом з духовенством ПЦУ та іншими церквами помолився за загиблих захисників України біля стіни пам'яті загиблих за Україну.
11 вересня в центральному офісі СУВД відбулася нарада представників капеланських осередків трьох християнських конфесій, які представлені у силових структурах України. На запрошення Голови Синодального управління військового духовенства ПЦ України митрополита Іоана (Яременка) участь у нараді взяв секретар Ради душпастирської опіки при Міністерстві оборони України пастор-капелан Всеукраїнського союзу церков євангельських християн-баптистів Василь Хіміч та заступник керівника Департаменту військового капеланства Патріаршої курії УГКЦ отець Андрій Зелінський. Участь у обговоренні також взяв перший заступник голови СУВД прот. Тарас Мельник.
19 вересня у Новограді-Волинському митрополит Іоан помолився у співслужінні першого заступника голови СУВД протоієрея Тараса Мельника, капеланів 30-ї бригади Сергія Дмитрієва та Олександра Люшенка й капелана УГКЦ помолився за полеглих бійців 30 ОМБр. Також він привітав бійців 30 бригади із завершенням ротації та поверненням додому і освятив Бойовий та Мотиваційний Прапор військової частини.
У Сумах 21 вересня Блаженнійший Митрополит Київський і всієї України Епіфаній у супроводі митрополита Іоана, духовенства ПЦУ та представників місцевої влади молитовно вшанував полеглих українських бійців біля пам‘ятного знаку Героїв Небесної сотні та Алеї слави, на якій вони спочивають. Також митрополит Іоан разом з єпископами на чолі з Предстоятелем митрополитом Епіфанієм освятили Свято-Миколаївський храм у Сумах. Митрополит Епіфаній разом із головою СУВД митрополитом Іоаном відвідав 27-му окрему реактивну артилерійську бригаду. Того ж дня митрополит Іоан відвідав Кадетський корпус імені Харитоненка.
8 грудня поблизу передових позицій 72-ї окремої механізованої бригади імені Чорних Запорожців голова СУВД митрополит Іоан (Яременко) разом з Надзвичайним і Повноважним Послом Литовської Республіки в Україні Марюсом Януконісом та головою Благодійного фонду «Корона князів Острозьких» Робертасом Габуласом передали в дар командиру 72 окремої механізованої бригади імені Чорних Запорожців ікону Пресвятої Богородиці — Покровительки українських воїнів.
16 грудня митрополит Іоан освятив нову дерев'яну капличку неподалік лінії зіткнення у селі Карлівка. На освяченні були присутні військовослужбовці ДУК.

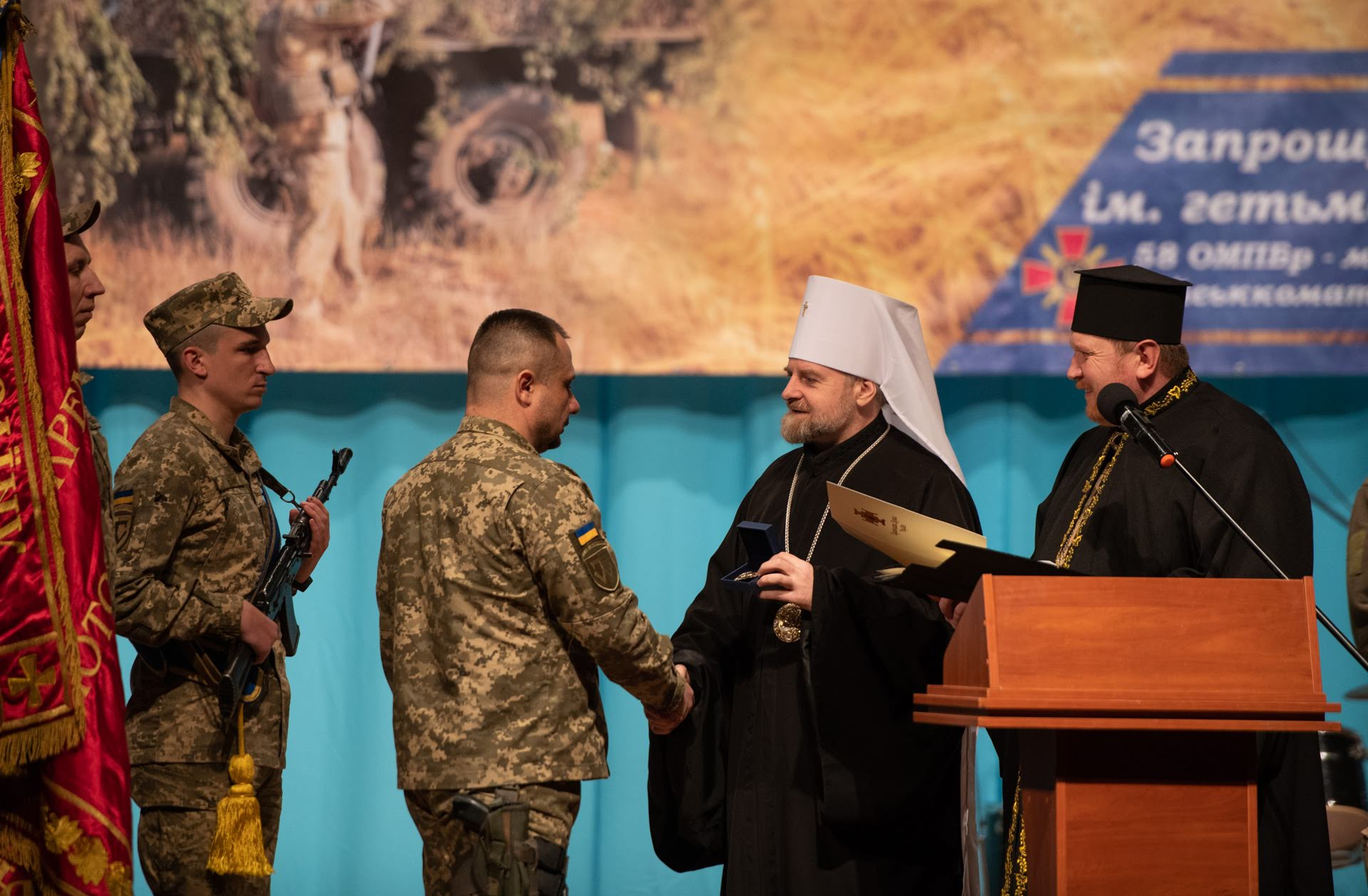
Митрополит Іоан вітає комбрига 58 бригади Дмитра Кащенка із 5-ю річницею створення бригади 58 ОМБр

24 грудня у Вінниці митрополит Іоан (Яременко) разом із капеланами освятив новозбудовані квартири для нацгвардійців та їх сімей.
27 грудня митрополит Іоан (Яременко) подарував 14 омбр ікону Богородиці Покрова Воїнська. Також митрополит прочитав молитву у якій вручив під покров Богородиці 14 омбр.

### 2020
14 лютого Митрополит Іоан привітав 58 окрему мотопіхотну бригаду із 5 річницею із дня створення.
21 лютого відвідав Кам'янець-Подільський військовий гарнізон де разом із митрополитом Антонієм (Махотою) та капеланами звершив молитву за військо українське та вручив ікону Покрови Воїнської. Також нагородив церковними нагородами начальника гарнізону полковника Володимира Родікова та інших військових.

### 2021
27 серпня 2021 року голова СУВД митрополит ПЦУ Іоан (Яременко) із капеланами освятив капличку у військовій часині А0563.

## Нагороди
Удостоєний вищих церковних нагород УПЦ КП:
- Орден святого рівноапостольного князя Володимира 3 ступеня (23 січня 2004);
- Орден Юрія Переможця (14 грудня 2006).

### 2017
- році Голова Верховної Ради України Андрій Парубій нагородив Голову СУВД митрополита Іоана (Яременка) Почесною грамотою Верховної Ради України за особливі заслуги перед Українським народом[51].
- «Знак пошани»[52].
- відзнакою Управління державної охорони України «За честь і славу» ІІ ступеня[53].
- «За гуманітарну участь в антитерористичній операції»[54].

### 2018
- відзнакою Управління державної охорони України «За честь і славу» ІІІ ступеня[14].